# Л-17
Л-17 — советская дизель-электрическая минно-торпедная подводная лодка времён Второй мировой войны. Пятый корабль серии XIII типа «Ленинец», предлагалось дать кораблю имя «Ежовец».

## История корабля
Лодка была заложена 25 апреля 1935 года на заводе № 198 в Николаеве, заводской номер 307, в виде отдельных секций была перевезена во Владивосток, на завод № 202 (Дальзавод), где была собрана. 5 ноября 1937 года спущена на воду, 5 апреля 1938 года вступила в строй.
В 1944 году была оборудована гидролокатором Дракон-129 (ASDIC). В ходе боевых действий совершила один поход, пыталась выйти в торпедную атаку на тральщик, однако обнаружила вражеский самолёт и от атаки отказалась. В 1949 году переименована в Б-17. В 1951-53 годах прошла капитальный ремонт. В 1959 году выведена из состава флота, использовалась как учебная, переименована в УТС-84, была установлена в бухте Малый Улисс. Использовалась по крайней мере до 2000-х годов.